# Runnin’ (Lose It All)
«Runnin’ (Lose It All)» (с англ. — «Убегаю (Лишиться всего)») — сингл британского продюсера Naughty Boy, в котором участвуют американская певица Бейонсе и британская певица Эрроу Бенджамин. Был выпущен для цифровой загрузки 18 сентября 2015 года как первый сингл с грядущего второго студийного альбома Naughty Boy. После выпуска получил положительные отзывы музыкальных критиков, в основном хвалящих аранжировки и вокал Бейонсе. Музыкальное видео было снято Чарли Робинсом и изображает женщину и мужчину, преследующих друг друга под водой. Сингл достиг первого места в чартах Франции и Шотландии, вошел в первую десятку в Чешской Республике, Новой Зеландии, Польше, Испании и Великобритании, а также первую двадцатку в Австрии, Бельгии, Венгрии, Ирландии, Нидерландах и Португалии.

## История
16 сентября 2015 года Naughty Boy объявил, что выпустит песню под названием «Runnin’ (Lose It All)» с участием Бейонсе и Эрроу Бенджамин. В тот же день в своем Instagram аккаунте он поделился обложкой, текстом и пятнадцатисекундным звуковым фрагментом сингла. На следующий день, 17 сентября 2015 года, в сети состоялась премьера. 18 сентября 2015 года сингл стал доступен для цифровой загрузки в iTunes Store. Согласно Digital Spy, версия без вокала Бейонсе просочилась в интернет в августе 2015 года.

## Композиция
Является балладой с элементами драм-н-бейса. Элль Хант из The Guardian отметила, что сингл «уходит корнями в традиции британской танцевальной музыки». Композиция песни состоит из меланхоличного пианино и типично задушевных текстов Бейонсе. Начинается с того, что Бейонсе поет первый куплет под фортепианный аккомпанемент. После хука темп песни увеличивается, а затем происходит переход в гэридж. Во время припева Бейонсе поет о том, как она перестанет убегать от себя, повторяя фразу «Больше не убегаю от себя». Второй куплет поет Эрроу Бенджамин, а последний припев певицы исполняют дуэтом. Эрик Реннер Браун из Entertainment Weekly текст «типично душевной лирикой Бейонсе». Эль Хант из The Guardian сравнила сингл с песнями Бейонсе «Halo» и «Haunted», а также с предыдущими коллаборациями Naughty Boy с певицей Эмели Санде.

## Критика
Эль Хант из The Guardian назвала сингл «блестящей клубной классикой». Автор CBS News Андреа Пак назвала вокал Бейонсе «неповторимым». Алекс Хадсон из Exclaim! также назвал голос певицы «мощным». Лаура Брэдли из журнала Slate отметила, что Бейонсе открыла песню с «силой, на которую способны немногие другие певцы». Ник Левин из NME описал песню как «скорее приятную, чем трансцендентную».

## Музыкальное видео
Музыкальное видео на песню было снято режиссёром Чарли Робинсом. Было выпущено на официальном аккаунте Naughty Boy на Vevo 18 сентября 2015 года. В нём представлены фридайверы Гийом Нери и Алиса Модоло в виде мужчины и женщины, бегущих под водой навстречу друг другу. Видео вдохновлено короткометражным фильмом Ocean Gravity. Обсуждая концепцию видео, Робинс сказал: «Для достижения нужного эффекта, нам пришлось снимать на большой глубине посреди быстрого и довольно опасного течения. Они не использовали баллоны с воздухом, поэтому все, что вы видите в клипе, было сделано с задержкой дыхания, иногда до шести минут за раз. Я до сих пор не могу понять, как они это делают. Никакой компьютерной графики не использовалось». Видео было снято на Рангироа, атолле к северо-востоку от Таити во Французской Полинезии. Хореография была поставлена Жюли Готье, которая была одним из режиссёров Ocean Gravity. Съемки проходили в течение четырёх дней.
Джоанна Плуцинска из журнала Time описала клип как «очень безмятежное подводное приключение». Алекс Хадсон из Exclaim! писал, что на кадрах изображен «драматический подводный роман». Лора Брэдли из Slate интерпретировала видео как «сюрреалистический взгляд на классическую предпосылку — два человека ищут друг друга на большом расстоянии и, наконец, объединяются».
Клип получил награду «Бронзовый лев» на открытии Cannes Lions Entertainment for Music 24 июня 2016 года.

## Позиции в чартах

### Еженедельные чарты
| Чарт                                | Высшая позиция |
| ----------------------------------- | -------------- |
| Австралия (ARIA)                    | 22             |
| Австрия (Ö3 Austria Top 40)         | 12             |
| Бельгия (Ultratop 50 Wallonia)      | 16             |
| Великобритания (OCC)                | 4              |
| Венгрия (Single Top 40)             | 17             |
| Германия (GfK Entertainment Charts) | 85             |
| Канада (Canadian Hot 100)           | 61             |
| Нидерланды (Single Top 100)         | 19             |
| Новая Зеландия (Recorded Music NZ)  | 10             |
| Польша (Polish Airplay Top 100)     | 8              |
| Словения (SloTop50)                 | 23             |
| США (Billboard Hot 100)             | 90             |
| США (Rhythmic)                      | 34             |
| Франция (SNEP)                      | 18             |
| Швейцария (Schweizer Hitparade)     | 23             |
| Швеция (Sverigetopplistan)          | 70             |
| Шотландия (OCC)                     | 1              |